# Школа в Позилипо
Школата в Позилипо (на италиански: Scuola di Posillipo) е група художници, посветени изключително на пейзажната живопис, събрани в Неапол през второто десетилетие на 19 век, първо около Антон Сминк ван Питло, а след това около Джачинто Джиганте.

## История
Школата е създадена около 1820 г., когато ателието на един от първите рисуващи на открито – Антон Сминк ван Питло, нидерландски художник-пейзажист, живял в Неапол от 1816 г., става място за срещи и обучение на млади художници. В периода 1825 – 1835 г. там се събират художниците от първото поколение като Акиле Вианели, Габриеле Змарджаси, Теодоро Дюклер, Винценцо Франческини, Бениамино Де Франческо, Алесандро Фергола и Паскуале Матей.
Редом с учениците на школата се сформирах голям брой привърженици, съставени от цели семейства. Неаполитанските семейства художници като Рафаеле Карели с тримата си синове Консалво, Габриеле и Акиле, Луиджи Фергола със синовете си Салваторе и Алесандро, и Гаетано Джиганте с наследниците си Джачинто Джиганте, Емилия, Акиле и Ерколе.
След смъртта на Антон Сминк ван Питло през 1837 г. неговият ученик и последовател Джачинто Джиганте поема ръководството на училището, нареждайки се със своите светещи атмосфери, направени почти течни благодарение на акварелната техника, сред основните интерпретатори.
В първата си формация школата се връща към пейзажа с живописен произход, но се фокусира преди всичко върху лирическите ценности и зарежда пейзажите с романтични настроения. Именно поради тази „липса на уважение“  считаната за второстепенен жанр пейзажна живопис парадоксално може да се радва на по-голяма свобода от другите жанрове, освобождавайки се от академичните ограничения и демонстрирайки бързо актуализиране спрямо европейските тенденции. Именно школата в Позилипо е най-повлияна от чуждестранните художници в Неапол, особено от Уилям Търнър, в града между 1819 и 1828 г., със силата на неговата светлина, Жан-Батист Камий Коро – представител на новия френски пейзаж на Барбизонската школа, австриецът Йозеф Ребел – интерпретатор на светещия пейзаж, Юхан Кристиан Дал – автор на неаполитанските възгледи за оживена изразителност и накрая белгиецът Франс Вервлоет, актуален преди всичко във фазата на формиране на школата.
В периода от 1820 до 1860 г. около 40 известни художници, свързани с Школата в Позилипо, илюстрират както красотите на пейзажа на Кампания, така и сцените от ежедневието, местните костюми и традиции. Произведенията, създадени през този период, красят салоните на буржоазните къщи или са купувани за спомен от богатите гости на града, с което правят школата известна както в Италия, така и в Европа.
От школата, която също е високо ценена от Джовани Маркини и Антонио Гизу, тръгват и Акиле Вертуни, братята Палици: Филипо, Джузепе, Никола и Франческо Паоло, Федерико Спедалиере и Акиле Карило.
Втората фаза на школата след 1830-те години обаче преживява известно повторение на моделите и акцент върху донякъде олеографския вкус – наследство, което ще бъде събрано в илюстрираната пощенска картичка от художници като Гулиелмо Джусти и Алесандро Ла Волпе.

## Творби на художниците от Школата в Позилипо
| Картина | Име                                                              | Автор                                                                      | Изложена в                                               |
| ------- | ---------------------------------------------------------------- | -------------------------------------------------------------------------- | -------------------------------------------------------- |
|         | Храмове в Пестум                                                 | Антон Сминк ван Питло (Арнем, 8 май 1790 – Неапол, 22 юни 1837)            | Национален музей и галерия на Каподимонте, Неапол        |
|         | Празник в Неапол 1810 – 1815                                     | Гаетано Джиганте (Неапол, 1770 – 23 септември 1840)                        | Музей „Феш“, Аячо                                        |
|         | Марина ди Позилипо 1844 г.                                       | Джачинто Джиганте (Неапол, 11 юли 1806 – Неапол, 29 септември 1876)        | Национална галерия за модерно изкуство, Рим              |
|         | Празник на Санта Розалия в Палермо                               | Паскуале Матей (Формия, 29 януари 1813 – Неапол, 17 януари 1879)           | Кралски дворец Неапол                                    |
|         | Пейзаж от Неапол 1830 г.                                         | Габриеле Змарджаси (Васто, 22 юли 1798 г. – Неапол, 12 май 1882)           | частна колекция                                          |
|         | Откриване на железопътната линия Неапол-Портичи, 1840 г. 1840 г. | Салваторе Фергола (Неапол, 24 април 1796 – Неапол, 7 март 1874)            | Музей „Сан Мартино“, Неапол                              |
|         | Неапол 1838 г.                                                   | Теодоро Дюклер (Неапол, 24 май 1812 – Неапол, 1869)                        | Музей „Сан Мартино“, Неапол                              |
|         | Капри 1855 г.                                                    | Акиле Вианели (Порто Маурицио, 21 декември 1803 – Беневенто, 2 април 1894) | Музей „Сан Мартино“, Неапол                              |
|         | Остров Лири                                                      | Рафаеле Карели (Монополи, 24 септември 1795 г. – Неапол, 25 юни 1864 г.)   | частна колекция                                          |
|         | Манастирът Сан Мартино 1850 г.                                   | Габриеле Карели (Неапол, 1820 – Ментон, 13 декември 1900)                  | Музей „Сан Мартино“, Неапол                              |
|         | Изглед към Неапол                                                | Консалво Карели (Неапол, 29 март 1818 – Неапол, 2 декември 1900)           | частна колекция                                          |
|         | Момичето на скалата в Соренто 1871 г.                            | Филипо Палици (Васто, 16 юни 1818 – Неапол, 11 септември 1899)             | Международната фондация „Награди Балзан“, Милано         |
|         | Гората на Фонтенбло 1874 г.                                      | Джузепе Палици (Ланчано, 12 март 1812 – Париж, 1 януари 1888)              | Национална галерия за модерно и съвременно изкуство, Рим |
|         | Пейзаж 1868 г.                                                   | Никола Палици (Васто, 20 февруари 1820 – Неапол, 20 септември 1870)        | частна колекция                                          |
|         | Портичи 1818 г.                                                  | Йозеф Ребел (Виена, 11 януари 1787 – Дрезден, 18 декември 1828)            | Нова пинакотека, Мюнхен                                  |